# マイケル・ファラデー
マイケル・ファラデー（英: Michael Faraday、1791年9月22日 - 1867年8月25日）は、イギリスの物理学者・化学者（あるいは当時の呼称では自然哲学者）で、電磁気学および電気化学の分野での貢献で知られている。
直流電流を流した電気伝導体の周囲の磁場を研究し、物理学における電磁場の基礎理論を確立。それを後にジェームズ・クラーク・マクスウェルが発展させた。同様に電磁誘導の法則、反磁性、電気分解の法則などを発見。磁性が光線に影響を与えること、2つの現象が根底で関連していることを明らかにした。電磁気を利用して回転する装置（電動機）を発明し、その後の電動機技術の基礎を築いた。それだけでなく電気を使ったテクノロジー全般が彼の業績から発展したものである。
化学者としては、ベンゼンを発見し、塩素の包接水和物を研究し、原始的な形のブンゼンバーナーを発明し、酸化数の体系を提案した。アノード、カソード、電極 (electrode)、イオンといった用語はファラデーが一般化させた。
ファラデーは貧しい家庭に生まれたため、小学校も中退という教育しか受けておらず、高度な数学などは分からなかったが、科学史上、最も影響を及ぼした科学者の1人とされ、科学史家は彼を科学史上最高の実験主義者と呼んでいる。
静電容量のSI単位「ファラド (F)」はファラデーにちなんでいる。また、1モルの電子の電荷に相当するファラデー定数にも名を残している。ファラデーの電磁誘導の法則は、磁束の変化の割合と誘導起電力は比例するという法則である。
ファラデーは王立研究所の初代フラー教授職 (Fullerian Professor of Chemistry) であり、死去するまでその職を務めた。
アルベルト・アインシュタインは壁にファラデー、ニュートン、マクスウェルの肖像を貼っていたという。
ファラデーは信心深い人物で、1730年に創設されたキリスト教徒の一派であるサンデマン派（グラス派）に属していた。伝記作者は「神と自然の強い一体感がファラデーの生涯と仕事に影響している」と記している。

## 前半生
ジョージ3世時代の1791年に、ニューイントン・バッツで生まれる。現在のサザーク・ロンドン特別区の一部だが、当時はサリーの一部でロンドン橋から南に1マイルほどの場所だった。一家は決して順調ではなかった。父ジェームズはサンデマン派信者で、妻と2人の子をかかえて1791年にウェストモーランド（現在のカンブリア）のアスギルという小さな村からロンドンに出てきた。その村では鍛冶屋の見習いをしていた。マイケルが生まれたのはその年の秋である。マイケルは4人兄弟の3番目で、学校にはほとんど通っていない。14歳のとき、近所で製本業と書店を営んでいた ジョージ・リーボー のところに年季奉公に入った。7年間の奉公の間に多数の本を読んだ。中にはアイザック・ウォッツの The Improvement of the Mind もあり、彼はその中に書かれていた主義と提案を熱心に実践した。多数の本を読むうちに科学への興味が強まり、特に電気に興味を持つようになった。特に影響された本としてジェーン・マーセットの『化学談義』（Conversations on Chemistry）があった。またファラデーと同じく見習いで働いていた画家の卵マスケリエはファラデーにデッサンを教えた。そのためファラデーは絵が非常に上手く、科学系の本にある実験装置などを正確に書き写したといわれている。
1812年、20歳となり年季奉公の最後の年となったファラデーは、ジョン・テイタム の創設したロンドン市哲学協会（City Philosophical Society）の会合で勉強するようになった。また、当時のイギリスで有名だった化学者ハンフリー・デービーの講演を何度も聴講した。その入場券はロイヤル・フィルハーモニック協会の創設者の1人 ウィリアム・ダンス がファラデーに与えたものだった。ファラデーは300ページにもなったデービーの講演の際につけたノートをデービーに送った。それを見て感心したデービーは、すぐさま好意的な返事をした。ファラデーが科学の道を歩みたいと言ったところ「科学は快楽的なものだが、その道は成功と失敗の連続である。今は何の仕事もない。もしあったら連絡する」といわれ、ファラデーは落胆した。しかしその後、デービーは塩化窒素の実験中の事故で目を負傷し、ファラデーを秘書として雇うことにした。王立研究所の助手の1人が解雇されると、ハンフリー・デービーは代わりを捜すよう依頼され、1813年3月1日、ファラデーは王立研究所の化学助手となった。
当時の階級社会では、彼はその出自のために紳士とはみなされなかった。デービーが1813年から1815年まで長いヨーロッパ旅行に出かけることになった時、彼の従者は一緒に行くことを拒んだ。ファラデーは実験助手として同行し、パリで従者の代わりを見つけるまでは従者の役も果たすことを依頼された。結局ファラデーは旅行が終わるまで助手兼従者として働くことになった。裕福な家の出だったデービー夫人ジェーン・アプリースはファラデーを対等に扱おうとせず、馬車で移動する際は御者席に座らせ、食事も使用人と一緒に摂らせた。この扱いにファラデーは落胆し、イギリスに戻ったら科学の道をあきらめようと考えたという。ただしファラデー自身は上流階級になろうという意欲は薄く、後にナイトに叙せられる話があった時も断ったとされる。この旅行でファラデーはヨーロッパの有名な科学者らと出会い、アイデアを刺激された。
ファラデーは敬虔なキリスト教徒だった。彼の属するサンデマン派はスコットランド国教会の分派である。結婚後しばらくして輔祭を務めるようになり、若いころ過ごした集会所の長老を2期務めた。その集会所は1862年にイズリントンに移転しており、2期目はこちらで務めた。
1821年6月12日、サラ・バーナード (1800–1879) と結婚したが、子供はできなかった。2人はサンデマン派の教会で家族を介して知り合った。

## 業績

### 化学

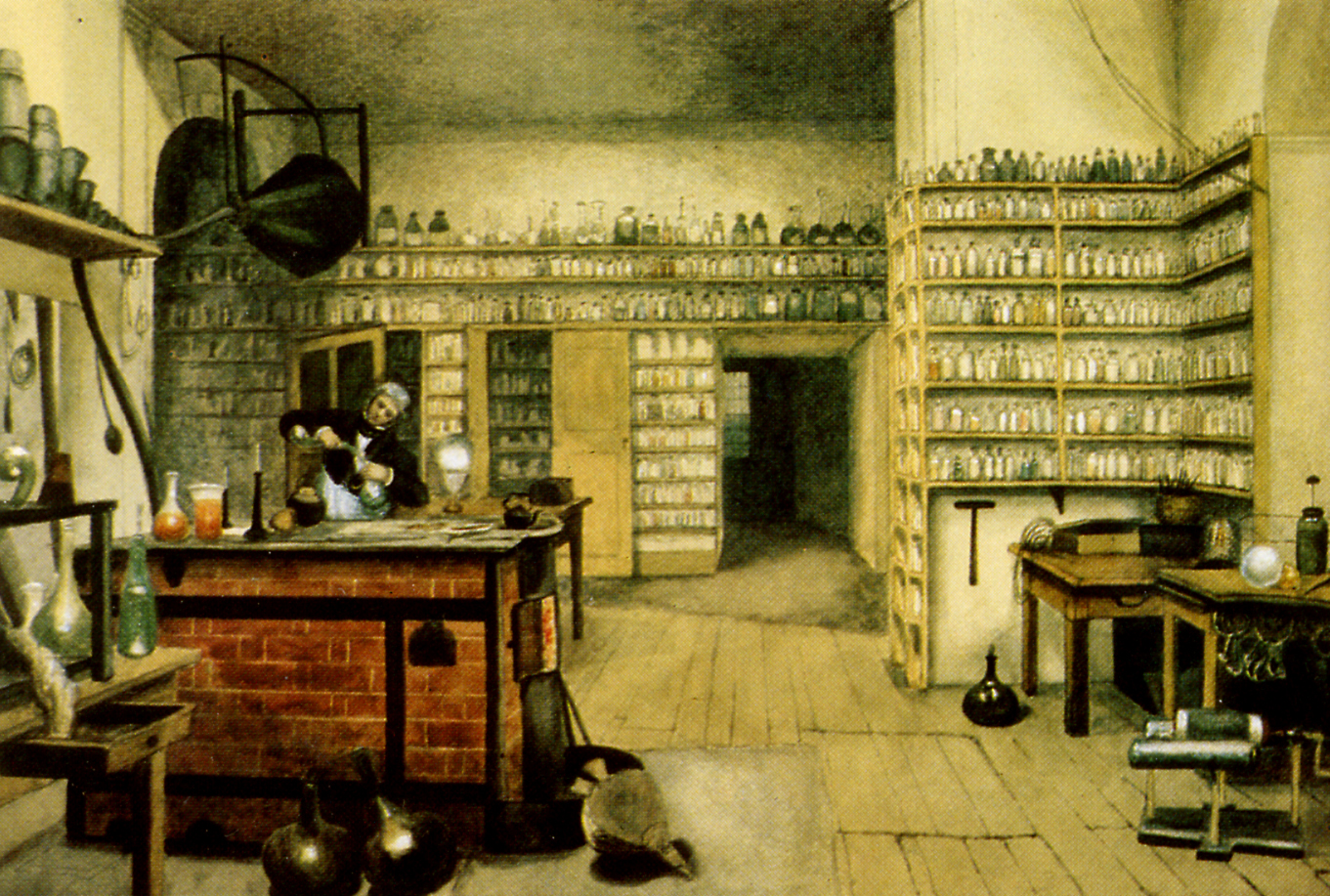
1850年ごろの研究室で作業中のファラデー。作者の Harriet Jane Moore はファラデーの生活を水彩画で描いた。

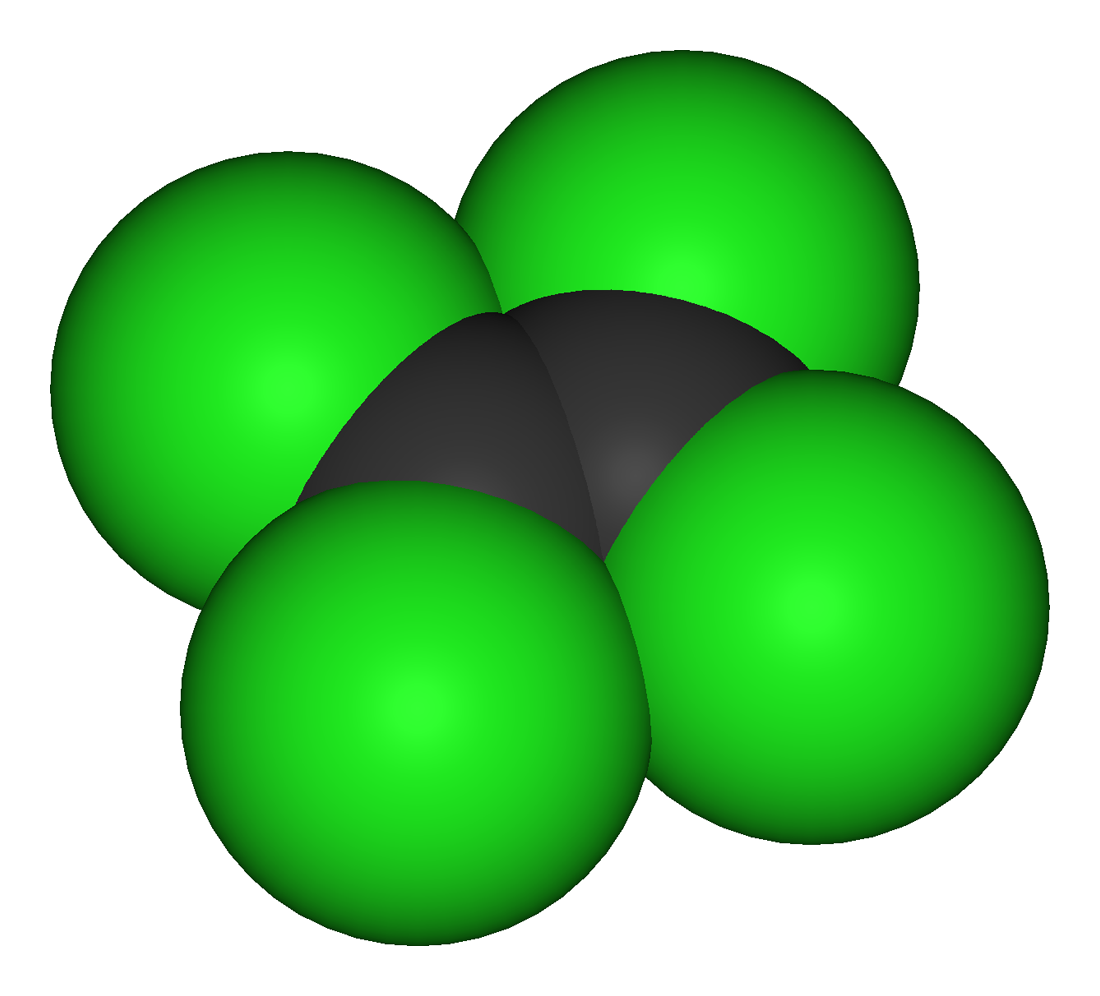
テトラクロロエチレン分子

ファラデーの初期の化学の業績は、ハンフリー・デービーの助手としてのものだった。特に塩素を研究し、2種類の新たな炭素塩化物を発見した。また、ジョン・ドルトンが指摘した現象である気体の拡散に関する初期の実験も行ったが、その物理的重要性をより完全に明確化したのはトーマス・グレアムとヨハン・ロシュミットである。いくつかの気体の液化に成功した。また、鋼合金を調べたり、光学向けの新たなガラスを作ったりしている。後にそれらのガラスは、磁場中に置くと通過する光の偏光面を回転させるという発見に役立ったこと、および磁石の極と反発する反磁性体だと判明したことで歴史的に重要となった。また、化学の一般的手法の確立にも貢献している。
ファラデーはまた、後にブンゼンバーナーと呼ばれ実験用に広く使われるようになった熱源装置の原型を発明した。ファラデーは化学の幅広い分野で活動し、1823年に塩素の液化に成功し、1825年にはベンゼンを発見している。気体の液化は気体が単に沸点の低い液体の蒸気に過ぎないという認識の確立に役立ち、分子凝集の概念により確かな基盤を与えることになった。1820年、ファラデーは炭素と塩素で構成される化学物質 C2Cl6 と C2Cl4 を初めて合成したことを報告し、翌年公表している。また、ハンフリー・デービーが1810年に発見した塩素の包接水和物の構成を特定した。
1833年、電気分解の法則を発見し、アノード、カソード、電極 (electrode)、イオンといった用語を定着させた。これらの用語の多くはウィリアム・ヒューウェルが考案したものである。
また、後に金属ナノ粒子と呼ばれることになるものについて初めて報告している。1847年、金コロイドの光学特性が金塊のそれと異なることを発見した。これは量子サイズの現象の最初の観察報告と見られ、ナノ科学の誕生と言えなくもない。

### 電気と磁気
ファラデーは特に電気と磁気の研究でよく知られている。彼が記録している最初の実験は、7枚の半ペニー貨と7枚の亜鉛シートに6枚の塩水を浸した紙を挟んで積み上げたボルタ電池を作ったことだった。この電池を使って硫酸マグネシウムを電気分解している（1812年7月12日付けのAbbottへの手紙に記述がある）。

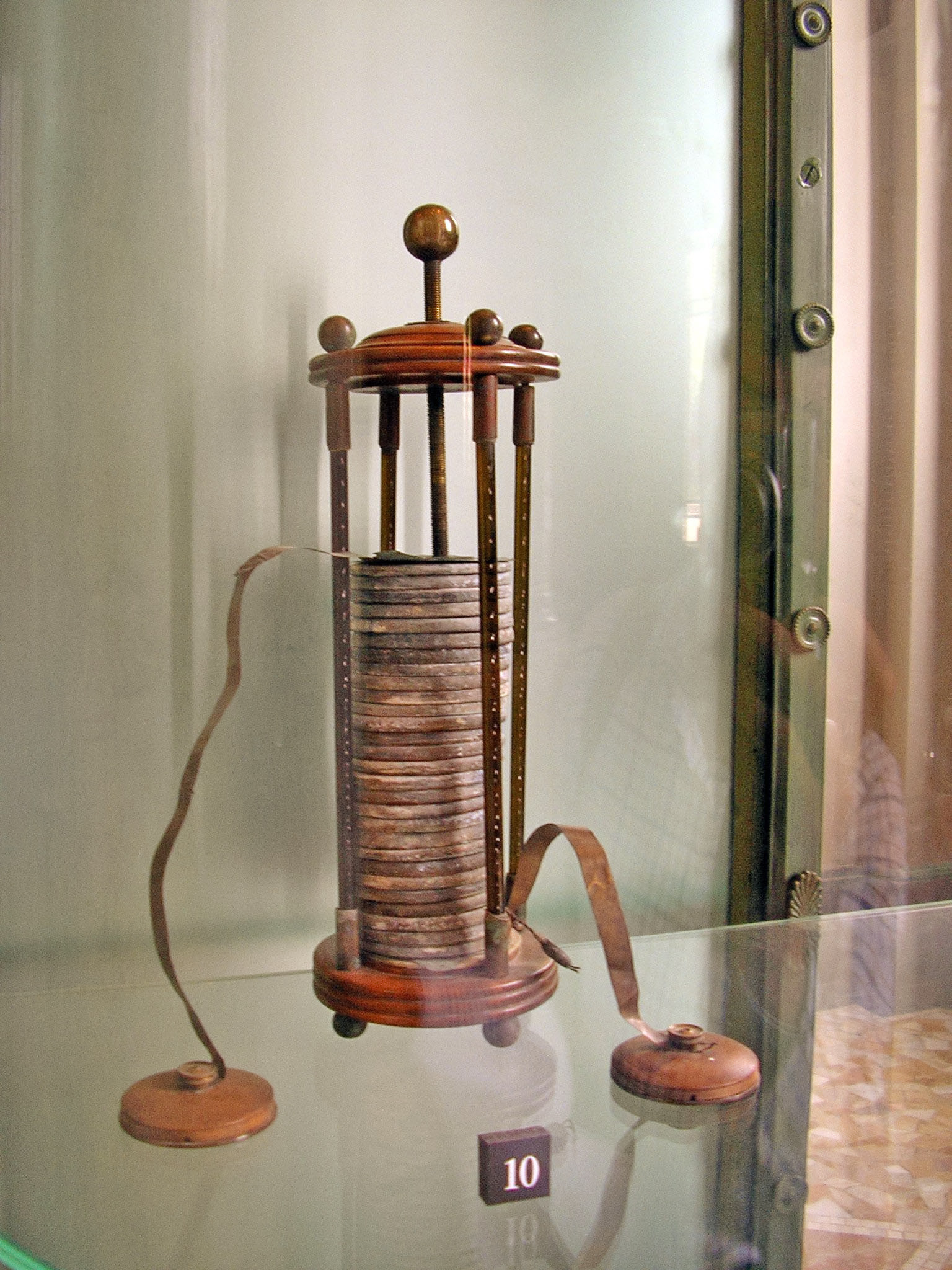
ボルタ電池

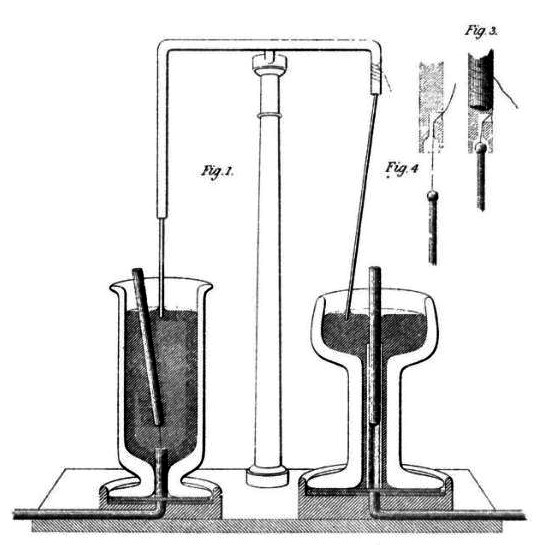
電磁力による回転実験（1821年ごろ）

ソレノイド

デンマークの科学者ハンス・クリスティアン・エルステッドが電気と磁気の関係を示す現象を発見すると、1821年にデービーとウイリアム・ウォラストンが電動機を作ろうとしたが失敗した。ファラデーは2人とその問題について話し合い、電磁回転 (electromagnetic rotation) と名付けた動きを生じる2つの装置を作り上げた。1つは水銀を入れた皿の中央に磁石を立て、上から水銀に浸るように針金をたらし、その針金と水銀を通るように電流を流すと、電流によって生じた磁場が磁石の磁場と反発して針金が磁石の周囲を回転し続けるというものである。もう1つは単極電動機と呼ばれるもので、逆に磁石側が針金の周りを回るようになっていた。それらの実験と発明が現代の電磁技術の基礎を築いた。この成果に興奮したファラデーはデービーやウォラストンの許可を得ずに、それを公表した。
これに怒ったデービーとファラデーの関係が悪化し、デービーは電磁気以外の研究をファラデーに押し付け、数年間電磁気研究から遠ざけたと見られている。デービーはファラデーが王立協会フェローになることを猛烈に反対し、自分が見出したファラデーの頭角に嫉妬を抱き始めていた。しかし、ファラデーの友人の推薦により、フェローに選ばれた。また、デービーはウィリアム・ウォラストン自身が否定しているに関わらず、ファラデーを「ウォラストンの研究を盗んだ」と非難したりもした。もっとも、デービーは「私の最大の発見はファラデーである」という言葉を残している。小学校しか卒業していない製本屋の見習いが19世紀最大の科学者と言われるようになったことを考えると、この言葉は正鵠を射ているといえる。
1824年、ファラデーは導線を流れる電流を外部の磁場によって調節可能かどうかを研究すべく簡単な回路を製作したが、そのような現象は見つけられなかった。3年前、同じ実験室で光が磁場に影響されるかを実験しており、そのときも何も見つけられなかった。その後7年間は光学用ガラス（鉛を加えたホウケイ酸ガラス）の製法を完成させることに費やし、後の研究でそれが光と磁気の関係の研究に役立つことになった。光学の仕事以外の時間を使って電磁気を含む実験の論文を書いて公表し、デービーとのヨーロッパ旅行で出会った海外の科学者とも文通した。デービーの死から2年後の1831年、ファラデーは一連の重要な実験を行い、電磁誘導を発見した。わずか数カ月前にジョゼフ・ヘンリーも発見しているが、2人に先行してイタリアのフランチェスコ・ツァンテデスキが1829年と1830年に同様の論文を発表していた。

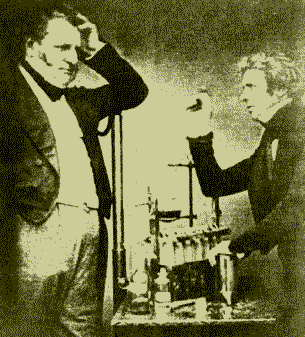
電気化学の祖とされるイギリスの化学者ジョン・ダニエル（左）とファラデー（右）

他の科学者たちが電磁気現象を力学における遠隔力と考えていたのに対して、ファラデーは空間における電気力線・磁力線という近接作用的概念から研究している。ファラデーの突破口は、鉄の環に絶縁された導線を巻きつけてコイルを2つ作ったことであり、一方のコイルに電流を流すともう一方のコイルに瞬間的に電流が流れることを発見した。この現象を相互誘導と呼ぶ。この鉄の環のコイルは今も王立研究所に展示されている。その後の実験で、空芯のコイルの中で磁石を動かしても電流が流れることを発見した。また、磁石を固定して導線の方を動かしても電流が流れることを発見。これらの実験で、磁場の変化によって電場が生ずることが明らかとなった。このファラデーの電磁誘導の法則は後にジェームズ・クラーク・マクスウェルが数理モデル化し、4つのマクスウェルの方程式の1つとなった。そして、さらに一般化され場の理論となっている。
ファラデーは後にこの原理を使って原始的な発電機を製作している。
1839年、電気の基本的性質を明らかにする一連の研究を完成させた。ファラデーは「静電気」、電池、「動物電気」を使い、静電気による誘引現象、電気分解、電磁気学などの現象を生み出した。彼は、当時の科学界で常識だったこれらの電気の種類の違いは存在しないと結論付けた。そして電気は一種類だとし、強さや量（電圧と電流）の違いが様々な現象を引き起こすとした。
後年ファラデーは電磁力が電気伝導体の周囲の空間に及んでいるという説を提案した。しかし他の科学者はその考え方を拒絶し、ファラデーの存命中は認められなかった。ファラデーの帯電した物体や磁石から磁力線が出ているという概念は、電磁場の視覚化手段を提供した。このモデルは19世紀後半の産業を支配した電気機械式装置の開発にとってきわめて重要となった。

### 反磁性

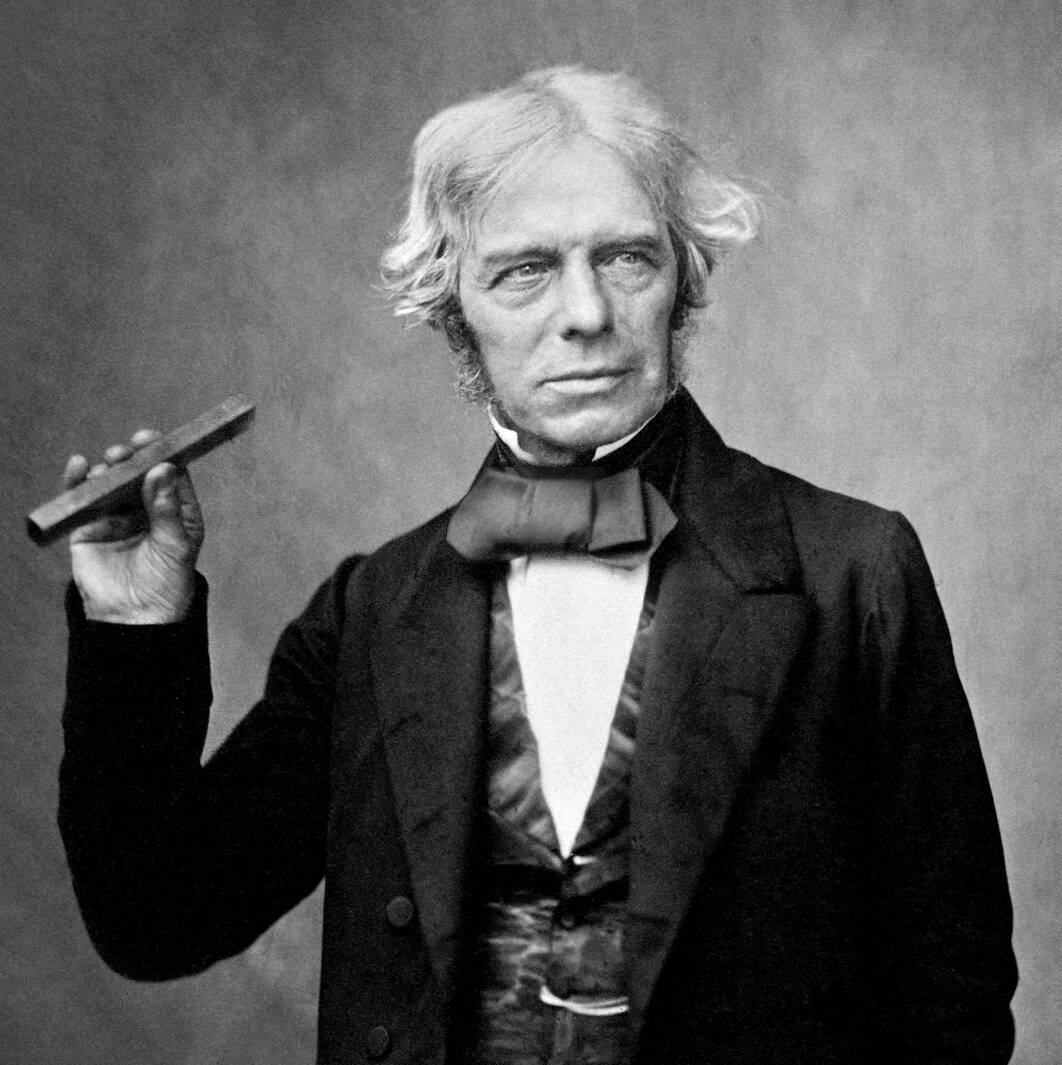
1845年の実験で使ったガラス棒を手にしたファラデー。その実験で誘電体中の光が磁場の影響を受けることを示した。

1845年、ファラデーは多くの物質が磁場に対して弱く反発することを発見し、その現象を反磁性 (diamagnetism) と名付けた。
また、光の進む方向にそって印加された電磁場によって直線偏光の偏光面が回転することを発見。これをファラデー効果と呼ぶ。ファラデーのノートには「私はついに磁気の曲線または「力の線」を解明し、光線を磁化することに成功した」と記してある。
晩年（1862年）、磁場によって光のスペクトルが変化するのではないかと考え、分光器を使って実験している。しかしファラデーが使っていた機器ではスペクトルの変化を捉えることはできなかった。同じ現象を後にピーター・ゼーマンが改良された機器で研究し、1897年に公表、1902年にノーベル物理学賞を受賞することになった。1897年の論文でも、ノーベル賞講演でも、ゼーマンはファラデーの業績に言及している。

### ファラデーケージ

外部の電場が電荷の配置を変化させ、それによって電場が打ち消される。

静電気を研究する中で、ファラデーは帯電した導体では電荷がその表面にしかないことを示し、それら電荷は導体内部の空間には何も影響を及ぼさないことを証明した。これは電荷が内部の電場を打ち消すように分布するためである。この電場を遮蔽する効果を使ったものをファラデーケージと呼ぶ。
ファラデーは優秀な実験主義者であり、明快かつ簡潔な言葉で考えを伝えた。しかし、数学の知識は乏しかった。そのため電磁誘導の法則を自分で定式化できず、ジェームズ・クラーク・マクスウェルらが定式化することになった。またファラデーの電気力線の使用についてマクスウェルは、ファラデーが高水準の数学者にも匹敵する思考の持ち主であり、将来の数学者はファラデーの業績から様々な貴重な方法を引き出すことができるだろうと述べている。

## 王立研究所と研究以外の業績

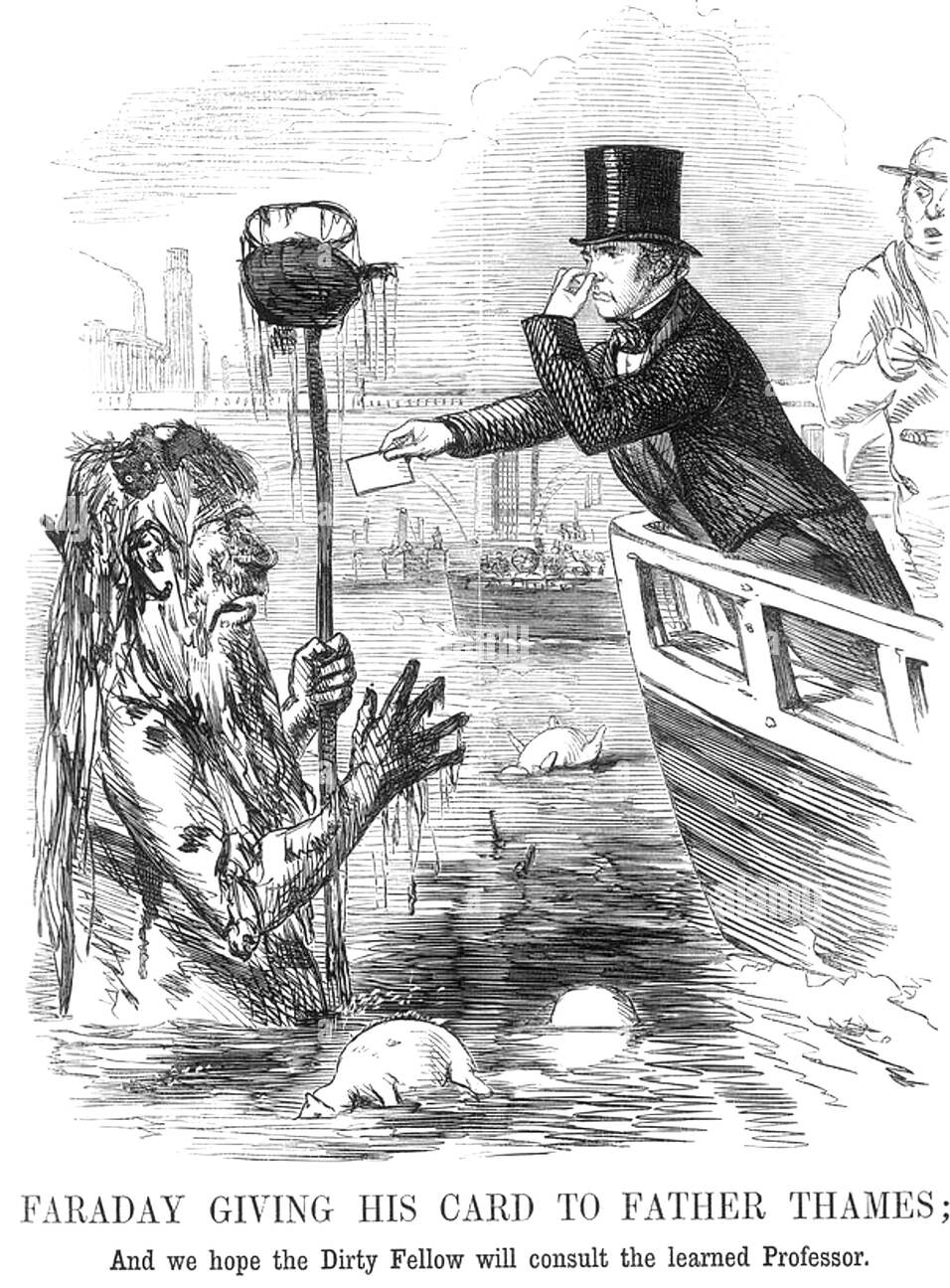
テムズ川の主に名刺を渡すファラデー（1855年7月21日のパンチ誌の風刺画）

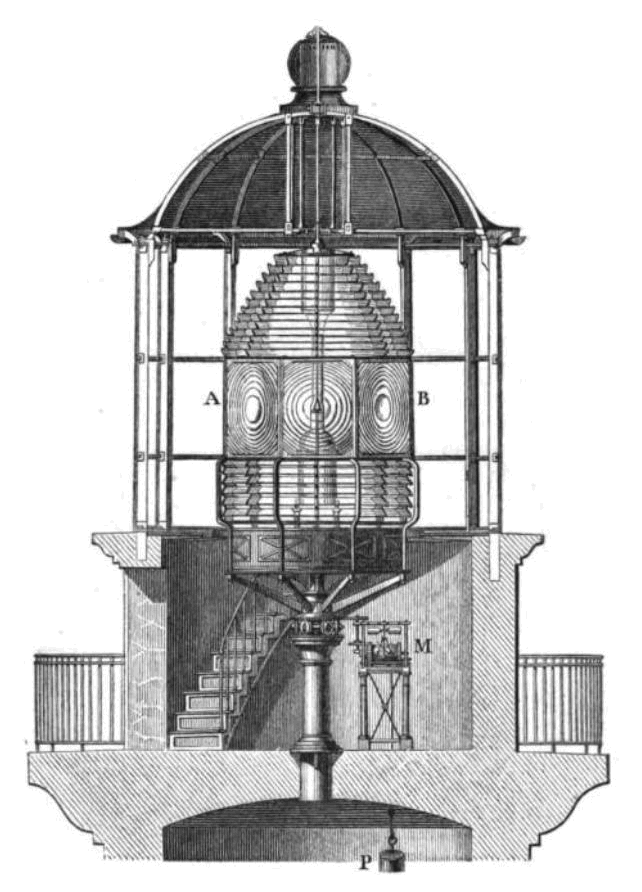
1800年代中ごろの灯台の灯室

1824年には王立協会フェローに選ばれ、1825年にはデービーの後をついで英国王立実験所長となった。1833年、ファラデーはジョン・「マッド・ジャック」・フラーの推薦で王立研究所の初代フラー教授職に就任した。これはフラーの後援によって創設された化学の教授職であり、名誉職であって講義を行う義務はない。
王立研究所での化学や電磁気学の研究以外に、ファラデーは民間企業やイギリス政府に依頼された仕事に時間を割いた。例えば、炭鉱での爆発事故の調査、法廷での専門家証人、高品質な光学ガラスの成分検討などである。1846年、ハスウェルの炭鉱で95人が死亡した爆発事故を調査し、チャールズ・ライエルと共に詳細な報告書を提出した。その報告書は法科学的にしっかりしており、石炭の粉塵が爆発の威力を増加させたとしていた。しかし、炭塵爆発への対策は1913年に別の炭鉱で大事故が発生するまでなされなかった。
海洋国家でもあるイギリスの有名な科学者として、ファラデーは灯台建設や運用、船底の腐食を防止するプロジェクトなどにも時間を割いた。
ファラデーは今では環境学と呼ばれる分野でも活躍した。スウォンジでの工場による汚染を調査し、造幣所での大気汚染について助言したりしている。1855年7月、タイムズ誌にテムズ川の汚染問題について手紙を送り、パンチ誌に風刺画が掲載されることになった。
1851年、ロンドンで開催された万国博覧会では、計画立案と評価に参加した。また、ナショナル・ギャラリーでのコレクションのクリーニングと保護についても助言し、1857年には同ギャラリー運営委員会の委員も務めた。

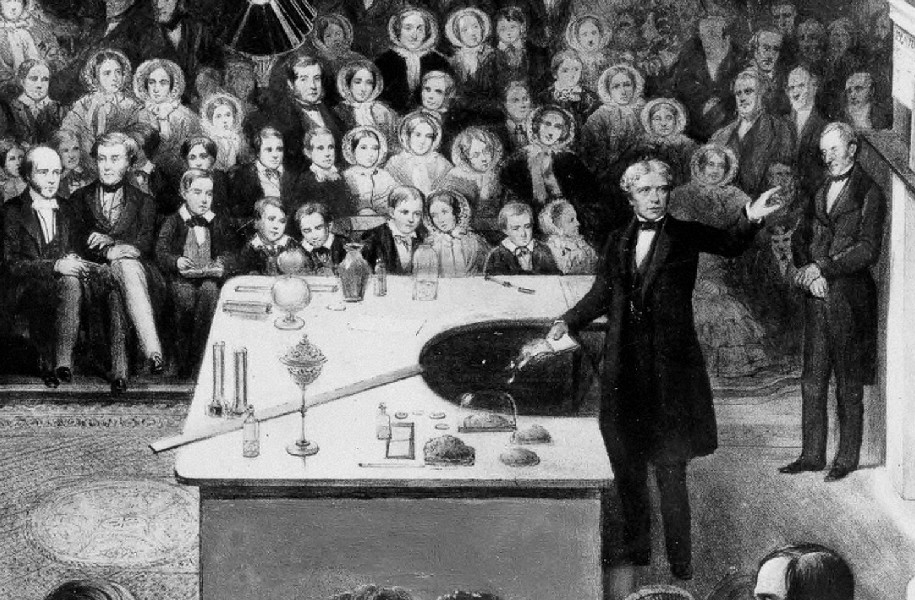
ファラデーのクリスマス・レクチャー (1856)

教育にも関与している。1854年、王立研究所で教育について講演し、1862年にはイギリスの教育政策についての持論を伝えるために公立学校委員会に出席した。また当時一般大衆の間で流行っていたこっくりさんや催眠術や降霊会には否定的立場で参加しており、教育に関しては政府に対しても大衆に対しても厳しかった。
ファラデーは一般向けの講演も多く行った。世界の優秀な科学者たちを集めた金曜講演（1825年より開始）、少年少女向きのクリスマス・レクチャー、有名なロウソクの科学などであり、今日まで続いているものも多い。ファラデーは1827年から1860年まで19回のクリスマス・レクチャーを行った。

## 晩年

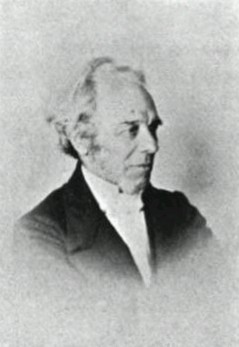
晩年のファラデー

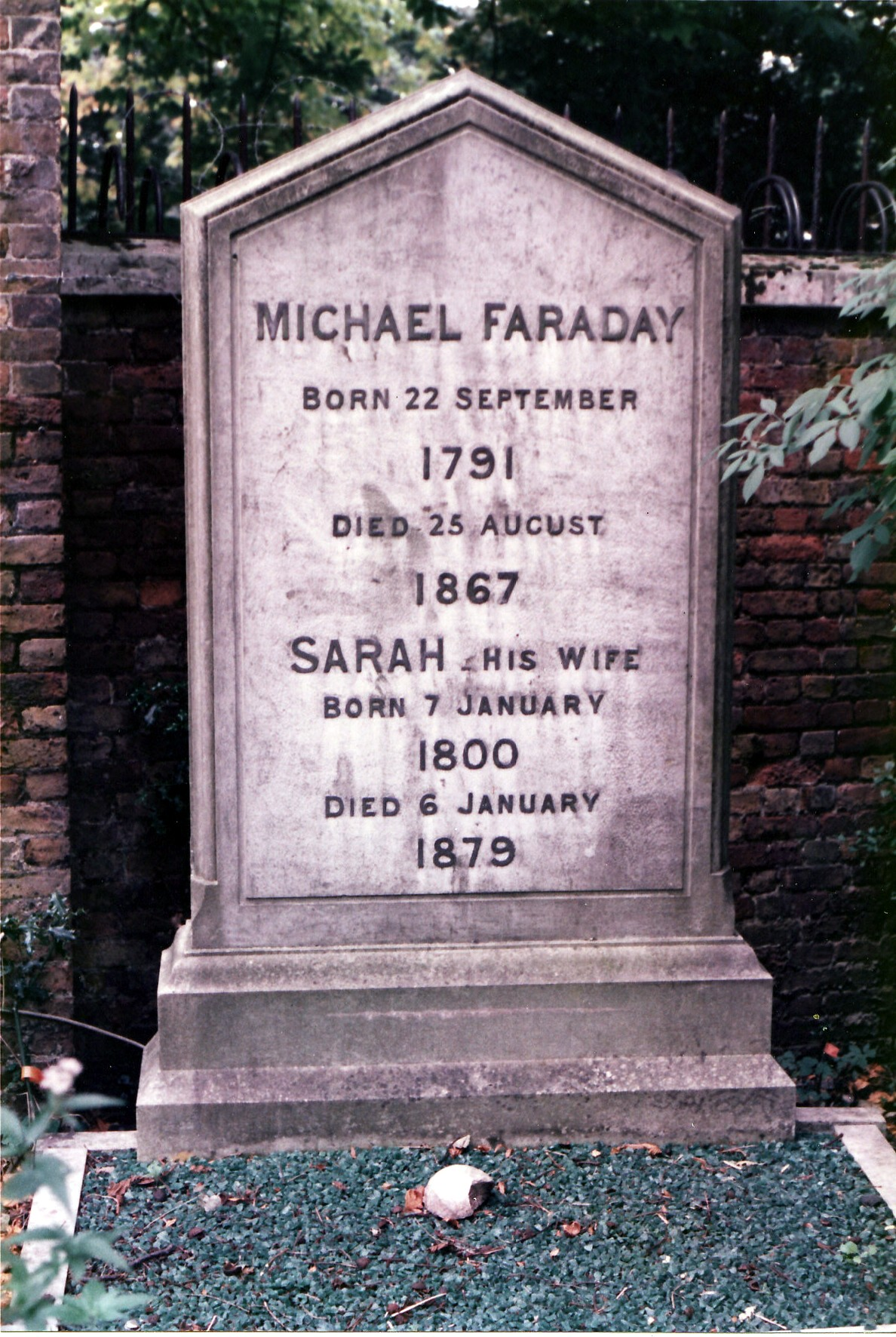
ハイゲイト墓地にあるファラデーの墓

1832年6月、オックスフォード大学はファラデーに名誉博士号を授与した。ファラデーは終生ナイトの名誉を辞退し続け、1858年には王立協会会長職を1865年には王立研究所所長職を辞退している。1838年、スウェーデン王立科学アカデミーの外国人会員に選ばれ、1844年にはフランス科学アカデミーの8人の外国人会員の1人に選ばれた。
1848年、アルバート王配殿下の申し出によりサリーのハンプトン・コート宮殿に無料で住めるようになった。1858年に引退したファラデーは晩年をそこで過ごした。
クリミア戦争 (1853–1856) の際に政府から化学兵器を作ってもらえないかという要望がきたとき、倫理的な理由からこれを断わった。彼は机をたたいてこう言ったという。「作ることは容易だ。しかし絶対に手を貸さない！」ファラデーが強い平和主義者だったこともうかがえる。
1867年8月25日、ハンプトン・コート宮殿内の自宅で椅子にもたれたまま、眠るようにして死去した。
生前ウェストミンスター寺院への埋葬を拒否していたが、アイザック・ニュートンの墓のそばに記念銘板が設置された。遺体はハイゲイト墓地の非国教徒向けの区域に埋葬された。

## 記念

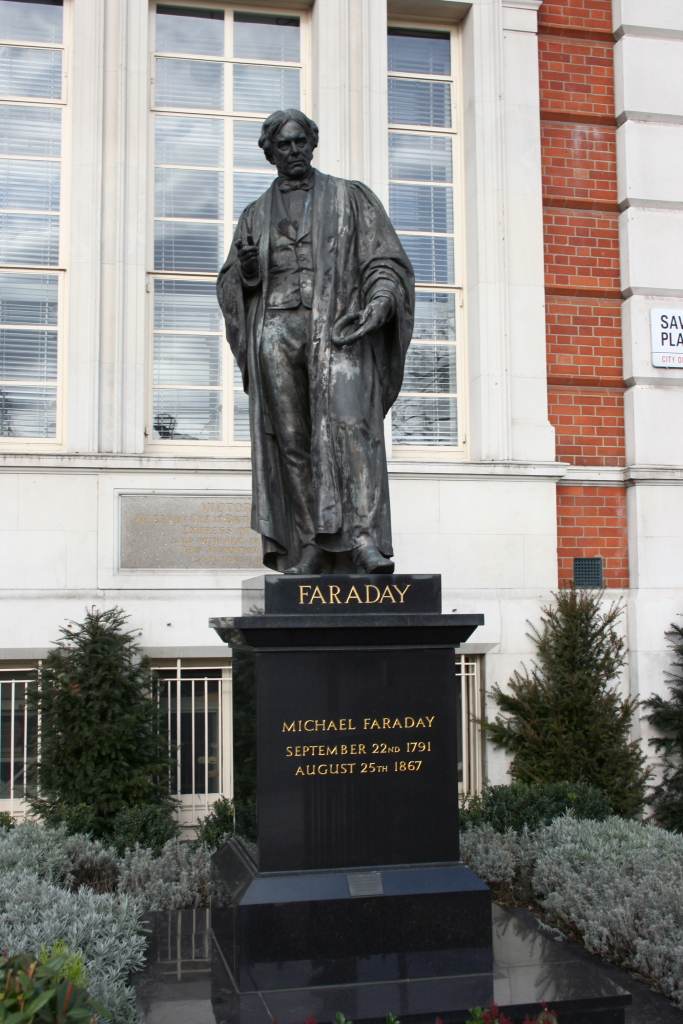
ロンドンのサボイ・プレイスにあるファラデー像（作 ジョン・ヘンリー・フォーリー

ロンドンの英国工学技術学会(IET)本部のそばのサボイ・プレイスにファラデーの像がある。同じくロンドンのエレファント・アンド・キャッスルのロータリーの中央にはブルータリズムの建築家ロドニー・ゴードン が設計し1961年に完成したマイケル・ファラデー記念館 (en) がある。ファラデーが生まれたニューイントン・バッツの近くである。同じく生誕地に近いウォルワースにはファラデーの名を冠した小さな公園がある。
ラフバラーのラフバラー大学には1960年にファラデーの名を冠したホールが建てられた。その食堂の入口付近に青銅製の変圧器の像があり、中にはファラデーの肖像がある。エディンバラ大学の理工系キャンパスにはファラデーの名を冠した5階建ての建物がある。ブルネル大学やスウォンジー大学にもファラデーの名を冠した建物がある。また、イギリスはかつて ファラデー基地 という南極基地を運営していた。
ファラデーの名を冠した通りはイギリス各地（ロンドン、ファイフ、スウィンドン、ノッティンガムなど）にあり、フランス（パリ）やドイツ、カナダ、アメリカにもある。
1991年から2001年にかけて用いられた20UKポンド紙幣に肖像が描かれている。王立研究所で電磁スパーク装置を使った講演中の様子が描かれている。

## 著作
Chemical Manipulation 以外のファラデーの本は学術論文や講義録を集めたものである。死後、ファラデーの日記、大量の書簡、1813年から1815年のデービーとの旅行の記録も出版された。
- Faraday, Michael (1827), Chemical Manipulation, Being Instructions to Students in Chemistry, John Murray 2nd ed. 1830, 3rd ed. 1842
- Faraday, Michael (1839, 1844 エラー: 日付が正しく記入されていません。（説明）), Experimental Researches in Electricity, vols. i. and ii., Richard and John Edward Taylor;vol. iii. Richard Taylor and William Francis, 1855 - オリジナルをスキャンしたもの
- Faraday, Michael (1859), Experimental Researches in Chemistry and Physics, Taylor and Francis
- Faraday, Michael (1861), W. Crookes, ed., A Course of Six Lectures on the Chemical History of a Candle, Griffin, Bohn & Co.
  - マイケル・ファラデー 著, 山形浩生 訳, 『ロウソクの科学』, プロジェクト杉田玄白.
- Faraday, Michael (1873), W. Crookes, ed., On the Various Forces in Nature, Chatto and Windus
- Faraday, Michael (1932–1936), T. Martin, ed., Diary - ファラデーの日記（全8巻）
- Faraday, Michael (1991), B. Bowers and L. Symons, ed., Curiosity Perfectly Satisfyed:Faraday's Travels in Europe 1813-1815, Institution of Electrical Engineers
- Faraday, Michael (1991), F. A. J. L. James, ed., The Correspondence of Michael Faraday, 1, INSPEC, Inc. - volume 2, 1993;volume 3, 1996;volume 4, 1999
- Faraday, Michael (2008), Alice Jenkins, ed., Michael Faraday's Mental Exercises:An Artisan Essay Circle in Regency London, Liverpool, UK: Liverpool University Press
- Course of six lectures on the various forces of matter, and their relations to each other London;Glasgow:R. Griffin, 1860.
- The liquefaction of gases Edinburgh:W. F. Clay, 1896.
- Faraday, Michael; Schoenbein, Christian Friedrich (1899), The letters of Faraday and 1836-1862. With notes, comments and references to contemporary letters, London: Williams & Norgate

## 語録
- 「自然の法則が一貫しているなら、これほど素晴らしいことはない。そんな中で実験はそのような一貫性を調べる最良の手段だ」[44]
- 「働きなさい。完成させなさい。出版しなさい」 — 若かりしウィリアム・クルックスへの助言
- 来世について聞かれたときの言葉「憶測？ 私には全くない。私は確信している」
- 「次の日曜日で70歳になるのだから、記憶力が衰えても不思議ではない。この70年間私は幸せだった。そして希望と満足感がある今も幸せだ」[45]
- 「さらに試行せよ。何が可能かを知るために」アメリカ合衆国ペンシルベニア州のアーサイナス大学の理学部のホール玄関に刻まれているファラデーの名言とされる言葉[46]。
- 「あなたが科学者の説を認めるならば、あなたは科学に大きな貢献をすることになるだろう。あなたがそれに対して『はい』とか『いいえ』と言うだけでも、将来の進歩を助けることになる。一部の人は自分の考えに固執して口にするのをためらうに違いない」[47]

## 栄誉と受賞
王立協会よりベーカリアン・メダルを1829年以後複数回にわたって受賞し、それぞれ記念講演を行った。またロイヤル・メダル を1835年と1846の2回、コプリ・メダルを1832年と1838の2回、ランフォード・メダルを1846年に受賞した。1866年にはロイヤル・ソサエティ・オブ・アーツよりアルバート・メダルを受賞した。
また王立協会によってマイケル・ファラデー賞、英国工学技術学会によってファラデー・メダルが創設された。